# Родовий відмінок однини іменників чоловічого роду другої відміни
В українській мові іменники чоловічого роду другої відміни у родовому відмінку однини мають закінчення -а, -я чи -у, -ю.
У ряді іменників вибір закінчення суттєво впливає на значення слова. Водночас правила чинного правопису, що регламентують вибір правильного закінчення (їх наведено нижче), є доволі складними, заплутаними та розмитими. Нерідко мовці та насамперед літературні редактори мусять звіряти правильне написання таких слів у родовому відмінку з орфографічним словником.

## Закінчення -а, -я
Іменники чоловічого роду другої відміни у родовому відмінку однини приймають закінчення -а (я) (залежно від групи іменника), коли вони мають значення:
| №  | Значення | Приклади |
| -- | --- | --- |
| 1  | Назви істот, власні імена та прізвища, а також персоніфіковані предмети та явища | козака (особа), промовця, робітника, студента, тесляра, учителя; Андрія, Дмитра, Франка, Дорошенка; Вітра, Ліса, Мороза                                                                                     |
| 2  | Назви тварин і дерев | ведмедя, вовка, коня, пса; ясеня, клена, явора; котика, дубка |
| 3  | Назви технічних реалій, машин та їх деталей | блока, вагона, комп'ютера, монітора, дизеля, гвинта, замка́ (пристрій); вагончика, літачка |
| 4  | Терміни іншомовного походження, які означають елементи будови чогось, конкретні предмети, геометричні фігури та їх частини, математичні, лінгвістичні поняття Див. також правило № 16 | атома, катода, конуса, радіуса, ромба, сегмента, сектора, синуса; префікса, локатива |
| 5  | Українські за походженням безафіксні та суфіксальні іменники-терміни | відмінка, додатка, займенника, іменника, трикутника, чисельника, числівника Винятки: виду, роду, складу, способу тощо                                                                                       |
| 6  | Назви мір довжини, ваги, часу тощо; назви грошових знаків; числові назви | гектара, грама, метра, місяця, процента, тижня; гроша, долара, карбованця, фунта стерлінгів, червінця; десятка, мільйона, мільярда Винятки: віку, року тощо                                                 |
| 7  | Назви місяців і днів тижня | вівторка, жовтня, понеділка, травня, листопада (місяць) |
| 8  | Назви органів та частин тіла | живота, м'яза, носа, скелета, шлунка; животика, пальчика Винятки: стравоходу, мозку |
| 9  | Назви житлових приміщень, сільськогосподарських і технічних будівель та їх частин, архітектурних деталей | барака, вулика, акведука, тамбура, одвірка; комина, багета, еркера, карниза Винятки: підмурку, покою |
| 10 | Назви предметів побуту, одягу, взуття | чайника, черпака, дивана, серванта; джемпера, жупана, костюма, піджака, черевика |
| 11 | Назви виробів із борошна | хліба, батона; калачика |
| 12 | Назви церковних реалій | амвона, іконостаса, вівтаря |
| 13 | Назви сайтів та служб електронної пошти | фейсбука, ютуба, імейла |
| 14 | Назви населених пунктів та планет Примітка. Але -у, -ю пишеться у складених назвах населених пунктів, другою частиною яких є іменник, що має звичайно в родовому відмінку закінчення -у: Давидового Броду, Зеленого Гаю, Красного Лиману, Кривого Рогу, Червоного Ставу, Широкого Яру тощо | Амстердама (+Амстердаму) Бердянська, Берліна, Голосієва, Житомира, Києва, Лондона, Луцька, Миргорода, Новгорода, Парижа (+Парижу), Святошина, Тернополя, Трускавця, Шанхая; Марса, Меркурія, Урана, Юпітера |
| 15 | Інші географічні назви з наголосом у родовому відмінку на кінцевому складі, а також із суфіксами присвійності -ів (-їв), -ев (-єв), -ов, -ин (-ін), -ач, -ич Див. також правило № 27 | Дінця, Дністра, Іртиша; Колгуєва, Остра, Псла, Тетерева, Харкова |

Примітка. Іменники з закінченням -о набувають лише закінчення -а (-я) в родовому відмінку. 

## Закінчення -у, -ю
Іменники чоловічого роду в родовому відмінку однини приймають закінчення -у (ю) (залежно від групи), коли вони мають значення:
| №  | Значення | Приклади |
| -- | --- | --- |
| 16 | Назви процесів, станів, якостей, властивостей, ознак, формацій, явищ суспільного життя, загальних і абстрактних понять в філософії, літературознавстві та інших науках | авралу, бігу, винятку, галасу, голосу, дискурсу, духу (явище), екзамену, звуку (явище), ідеалу, інтересу, канону, клопоту, конфлікту, крику, лету (льоту), ляпасу, мажору, міражу, принципу, прогресу, процесу, рейсу, ремонту, роду, руху; абсолюту, абсурду, агностицизму, героїзму, догмату Винятки: ривка, стрибка, стусана |
| 17 | Назви почуттів і хвороб | болю, гніву, жалю, страху, сну, сорому; авітамінозу, бронхіту, грипу, діабету, кашлю, набряку, опіку |
| 18 | Назви явищ природи | вихору, вогню, вітру, граду, грому, дощу, жару, землетрусу, інею, листопаду, морозу, туману, урагану, холоду |
| 19 | Сукупності істот чи неістот (рослин, предметів побуту, сортів плодових дерев)                                                                                          | альбому, ансамблю, архіву, атласу, батальйону, березняку, вишняку, гаю, гурту, загалу, капіталу, каравану, каталогу, кодексу, колективу, лісу, оркестру, парку, полку, пролетаріату, реманенту, рою, саду, сушняку, тексту, товару, тріумвірату, хору; сюди належать назви кущових і трав'янистих рослин: барвінку, бузку, буркуну, гороху, звіробою, молочаю, очерету, чагарнику, щавлю, ячменю; кальвілю, ренету, ренклоду Винятки: табуна, садка, вівса                                                                           |
| 20 | Назви установ, закладів, організацій | архіву, інституту, клубу, комісаріату, комітету, радгоспу, університету, штабу |
| 21 | Назви ігор, танців та абстрактних творів мистецтва (музичних, кінематографічних)                                                                                       | балету, вальсу, волейболу, джазу, краков'яку, мультику, пейнтболу, танку, танцю, тенісу, фільму, футболу, хокею Винятки: вірша, гопака, квача, козака (козачок) |
| 22 | Назви просторових понять, різних споруд і будинків, зокрема й військових, просторових комунікацій                                                                      | абзацу, валу, байраку, краю, лиману, лугу, майдану, полігону, рову, ручаю, світу, уривку, яру; будинку, вокзалу, ґанку, даху, заводу, залу, замку (споруда), каналу, коридору, магазину, мезоніну, метрополітену, молу, палацу, поверху, сараю, тину, універмагу, шинку Винятки: горба, хутора, ліска, майданчика, ставка, ярка, бліндажа, гаража, куреня, млина, хліва, хмарочоса (переважно з наголосом на закінченні); обидва закінчення — -а (-я) та -у (-ю) приймають іменники: мосту й моста, паркану й паркана, плоту й плота |
| 23 | Терміни іншомовного походження, що означають фізичні або хімічні процеси, частину площі та ін., а також літературознавчі терміни Див. також правило № 4                | аналізу, електролізу, імпульсу, синтезу, стемінгу, ферменту; альманаху, епосу, жанру, журналу, міфу, нарису, образу, памфлету, реферату, роману, синтаксису, стилю, сюжету, фейлетону тощо |
| 24 | Речовини, маси, матеріали | азоту, асфальту, бальзаму, борщу, водню, воску, гасу, гіпсу, граніту, квасу, кваску, кисню, льоду, меду, медку, піску, пороху, сиру, спирту Виняток: хліба |
| 25 | Більшість складних безсуфіксних слів (крім назв істот) | водогону, вододілу, водопроводу, живопису, живоплоту, манускрипту, родоводу, рукопису, суходолу, трубопроводу, саксофону (клас муз. інструментів) Винятки: електровоза, пароплава |
| 26 | Переважна більшість префіксальних іменників із різними значеннями (крім назв істот)                                                                                    | вибою, випадку, вислову, відбою, відгуку, заробітку, затору, запису, опіку, опуху, побуту, поштовху, прибутку, прикладу, проводу (дріт), розділу, сувою, усміху, успіху Виняток: заголовка |
| 27 | Назви річок, озер, гір, островів, півостровів, країн, областей, штатів і т. ін. Див. також правила № 14, 15                                                            | Амуру, Бугу, Гангу, Дунаю, Нігеру, Нілу, Рейну, Сейму, Хоролу; Байкалу, Ельтону, Мічигану, Світязю, Чаду; Евересту, Ельбрусу, Паміру, Уралу; Котліну, Кіпру, Криту, Родосу, Сахаліну, Каніну, Пелопоннесу; Алжиру, Афганістану, Казахстану, Єгипту, Ізраїлю, Іраку, Китаю; Донбасу, Ельзасу, Кавказу, Сибіру |

## Вплив на значення слова
У ряді іменників чоловічого роду другої відміни зміна закінчення у родовому відмінку однини впливає на значення слова:
- Алжира (місто) — Алжиру (країна)
- алмаза (коштовний камінь) — алмазу (мінерал)
- акта (документ) — акту (дія)
- апарата (прилад) — апарату (установа)
- бала (одиниця вимірювання) — балу (святковий вечір)
- блока (у техніці) — блоку (політичне об'єднання)
- бора (свердло) — бору (хімічний елемент)
- борта (одяг) — борту (судно)
- булата (зброя) — булату (сталь)
- буряка (одиничне) — буряку (збірне)
- вала (деталь машини) — валу (насип)
- дзвона (інструмент) — дзвону (звук)
- елемента (конкретне) — елементу (абстрактне)
- звука (термін в музиці та лінгвістиці) — звуку (слухове відчуття, механічні коливання)
- Ізраїля (особа) — Ізраїлю (країна)
- інструмента (одиничне) — інструменту (збірне)
- каменя (одиничне) — каменю (збірне)
- клина (предмет) — клину (просторове поняття)
- листа (одиничне) — листу (збірне)
- листопада (місяць) — листопаду (процес)
- магазина (зброя) — магазину (крамниця)
- Нью-Йорка (місто) — Нью-Йорку (штат)
- о́рга́на (тіла або муз. інстр.) — о́ргану (установа, друк.)
- папера (документ) — паперу (матеріал)
- потяга (поїзд) — потягу (почуття)
- пояса (предмет) — поясу (просторове поняття)
- придатка (відросток) — придатку (додаток)
- рахунка (документ) — рахунку (дія)
- саксофона (конкретний муз. інстр.) — саксофону (клас муз. інструментів)
- соняшника (одиничне) — соняшнику (збірне)
- стана (технічне) — стану (муз. та ін.)
- телефона (апарат) — телефону (номер)
- терміна (слово) — терміну (строк)
- фактора (маклер) — фактору (чинник)
- шаблона (пристрій; креслення) — шаблону (зразок) тощо.

### Слова, що вживаються з обома закінченнями
Кілька слів української мови вживаються з обома закінченнями без впливу на значення (але зі зміною наголосу):
- моста́ — мо́сту
- паркана́ — парка́ну
- плота́ — пло́ту
- стола́ — сто́лу (меблі)

Також для деяких слів використовуються різні рекомендації, жодна з яких не є єдиною нормою:
- са́йту або са́йта[5].